# Cerro Rancho Nuevo
El Cerro Rancho Nuevo; también conocido como “Cerro San Juan de los Dolores” es una montaña en el municipio de Arteaga; estado de Coahuila, México. La cima está a 3,289 metros sobre el nivel del mar, la cresta tiene aproximadamente 18 km de largo con orientación de este a oeste. La montaña está rodeada por la Sierra El Álamo, el Cerro de la Viga y el Cerro las Nieves. Una pequeña parte de la montaña se encuentra en territorio de Santiago, Nuevo León.
Alrededor del Cerro está escasamente poblado, la comunidad más cercana más cercana es El Tunal, al oeste.
La temperatura media anual es 13 °C, el mes más caluroso es junio con temperatura promedio de 18 °C, y el más frío es enero con 7 °C. La precipitación media anual es 766 milímetros, el mes más húmedo es septiembre con un promedio de 226 mm de precipitación, y el más seco es febrero con 19 mm de precipitación.

## Deportes de Montaña
El Cerro Rancho Nuevo es adecuado y relativamente fácil para practicar deportes de montaña como senderismo y carrera de montaña. La vereda hacia la cumbre tiene 772 metros de desnivel.

## Galería

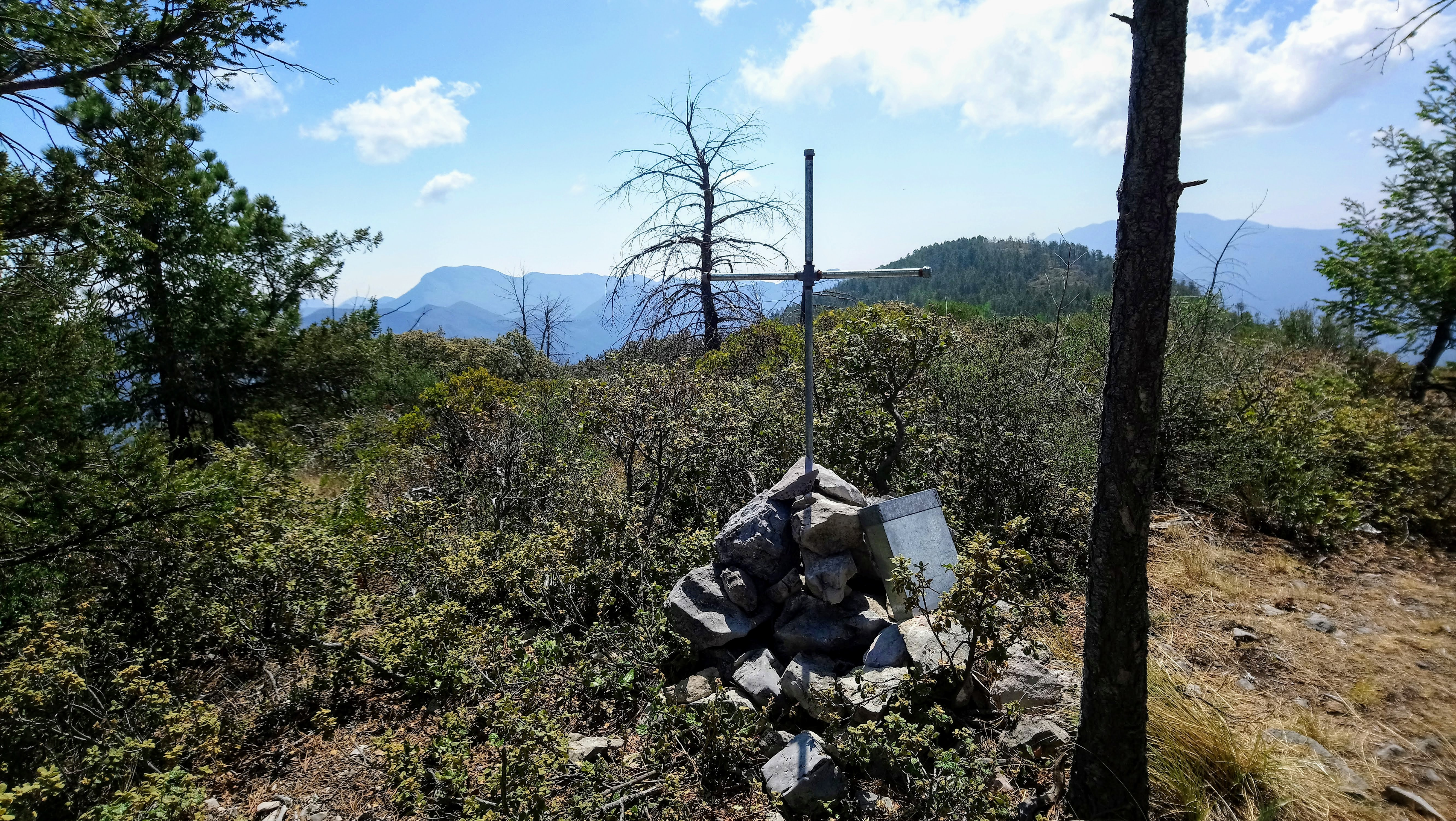
Cruz en la cumbre del Cerro Rancho Nuevo